# Piper arbuscula
Piper arbuscula är en pepparväxtart som beskrevs av William Trelease. Piper arbuscula ingår i släktet Piper och familjen pepparväxter. Inga underarter finns listade i Catalogue of Life.